# Gołąbek oliwkowy

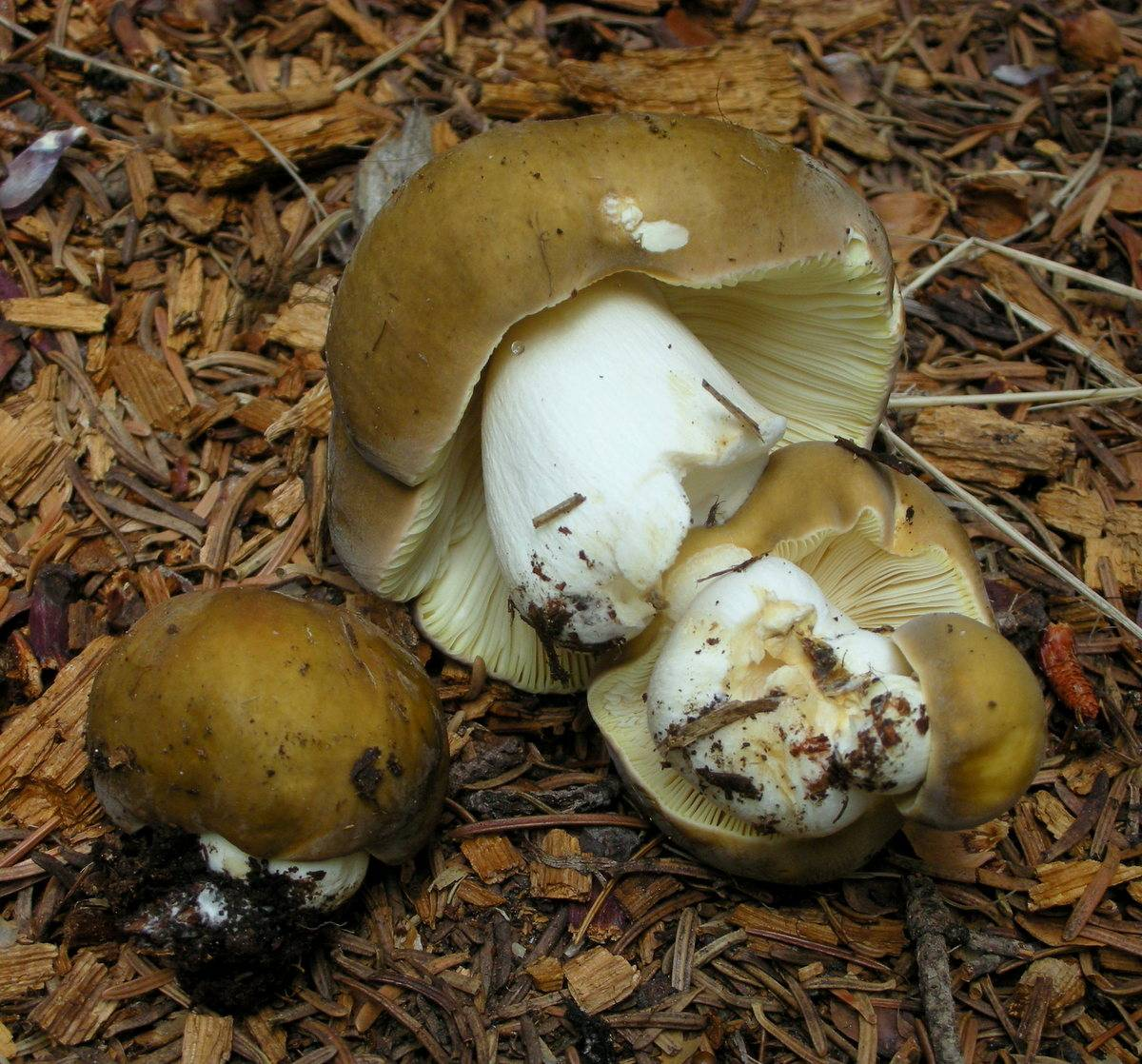

Gołąbek oliwkowy (Russula olivacea (Schaeff.) Fr.) – gatunek grzybów z rodziny gołąbkowatych (Russulaceae).

## Systematyka i nazewnictwo
Pozycja w klasyfikacji według Index Fungorum: Russula, Russulaceae, Russulales, Incertae sedis, Agaricomycetes, Agaricomycotina, Basidiomycota, Fungi.
Po raz pierwszy takson ten zdiagnozował w 1774 r. Jacob Christian Schaeffer, nadając mu nazwę Agaricus olivaceus. Obecną nazwę nadał mu w 1838 r. Elias Fries, przenosząc go do rodzaju Russula. Synonimy naukowe:
- Agaricus alutaceus Pers. 1796
- Agaricus alutaceus var. olivaceus (Schaeff.) Krombh. 1843
- Agaricus olivaceus Schaeff. 1770
- Russula alutacea var. olivacea (Schaeff.) J.E. Lange 1926
- Russula xerampelina var. alutacea Quél. 1888

Polską nazwę podała Alina Skirgiełło w 1991 r.

## Morfologia
Kapelusz
Masywny, o średnicy do 12 cm, czasem nawet do 20 cm, początkowo półkulisty, potem płaskowypukły, na koniec całkiem plaski z szeroką wklęsłością na środku. Powierzchnia gładka, wilgotna, matowa, jak gdyby nieco zamszowa, o barwie od oliwkowej do szarooliwkowej, czasami wpadającej w brąz lub z karminowym nalotem, zwłaszcza przy brzegu. Brzeg tępy, zaokrąglony, nieco podgięty i nie karbowany. Skórka daje się zedrzeć prawie do połowy kapelusza.
Blaszki
Wolne lub nieco przyrośnięte, grube, o szerokości 4–10 mm, w stanie dojrzałym dość rzadkie, tępe, przy brzegu kapelusza zaokrąglone, przy trzonie zwężone i nieco rozwidlone, początkowo białe, ale dość szybko kremowe z ochrowym odcieniem, na ostrzach czasem z purpurowym odcieniem
Trzon
Wysokość 4–10 cm, grubość 1–2 cm, czasem nawet do 4 cm, cylindryczny lub odwrotnie maczugowaty, u podstawy nieco zwężony, początkowo pełny, później watowaty, w końcu pusty. Powierzchnia gładka, matowa lub jedwabista, biała, ale zazwyczaj w górnej części różowo nabiegła.
Miąższ
Gruby, u starszych okazów kruchy, biały, ale po przekrojeniu szybko przebarwiający się na jasnobeżowo, bez wyraźnego zapachu i smaku. Pod działaniem fenolu przebarwia się na kolor purpurowowinny, a pod działaniem FeS04 na szaroróżowo.
Wysyp zarodników
Ochrowy, dość ciemny.
Cechy mikroskopowe
Podstawki 35–50 × 8–12 µm. Bazydiospory 6-13 × 8-11 µm, szeroko jajowate, o powierzchni silnie brodawkowato-kolczastej. Brodawki różnego rodzaju; większość o zaokrąglonych szczytach i wysokości do 1,5 µm, ale część to brodawki drobne. Łysinka dość duża, o nieregularnym kształcie. Cystydy 65–100 × 8–11 µm, wrzecionowate, zakończone ostrym kończykiem, w sulfowanilinie barwiące się słabo.
Gatunki podobne
Niekiedy mylony z gołąbkiem lepkim (Russula viscida).

## Występowanie i siedlisko
Występuje w Ameryce Północnej, Europie i Azji. W Polsce jest pospolity.
Naziemny grzyb mykoryzowy występujący przeważnie grupami w lasach liściastych i iglastych, głównie pod świerkami i bukami.

## Znaczenie
Gołąbek oliwkowy jest grzybem trującym. Jest zasadą, że wśród gołąbków jadalne są wszystkie gatunki o łagodnym smaku, jednak ze względu na dużą ilość gatunków i trudności z ich rozróżnieniem, przez grzybiarzy zbierane są tylko nieliczne, a wielu grzybiarzy w ogóle nie zbiera grzybów blaszkowych, ze względu na możliwość pomylenia ich z grzybami trującymi. Zasada, że grzyby o łagodnym smaku są jadalne dotyczy tylko gołąbków, a i od niej istnieje wyjątek; jest nim gołąbek oliwkowy. Dawniej podawano, że jest grzybem jadalnym, jednak kilkakrotnie zanotowano już poważne zaburzenia zdrowotne po jego spożyciu.